# دریاچه موشیل
دریاچه موشیل (انگلیسی: Sea Eye Lake) یک دریاچه در استان ماری ال کشور روسیه است.